# Capistrello
Capistrello est une commune de la province de L'Aquila dans les Abruzzes en Italie.

## Histoire
Le 4 juin 1944, les Allemands y exécutent 33 civils dans ce qu'on appellera le (en) massacre de Capistrello.

## Administration
Située à environ 750 m d'altitude, elle compte environ 5 000 habitants.
Au cours des années 1950, de nombreux habitants de la ville ont émigré vers la France, notamment dans la région d'Avignon et en Alsace.
En été, la population augmente grâce aux nombreux Romains vivant à proximité et aux expatriés français.

### Liste des maires (sindaci) successifs
| Période                                  | Période  | Identité        | Étiquette | Qualité |
| ---------------------------------------- | -------- | --------------- | --------- | ------- |
| 30 mai 2006                              | En cours | Alberto Scatena | Progetto  |         |
| Les données manquantes sont à compléter. |          |                 |           |         |

### Hameaux
Corcumello, Pescocanale, Colle Amico

### Communes limitrophes
Avezzano, Canistro, Castellafiume, Filettino (FR), Luco dei Marsi, Scurcola Marsicana, Tagliacozzo